# Shō Hashi
Shō Hashi (尚巴志?  1371-1439) fue el primer rey del Reino de Ryūkyū (hoy prefectura de Okinawa, Japón), uniendo los tres reinos de Chūzan, Hokuzan, y Nanzan mediante la conquista. Su nombre tal y como está en japonés es "Shō Hashi"; en chino, es conocido como Shang Bazhi.

## Biografía
Como (aji) de Soshiki Mairi, era visto como un administrador capaz, muy querido dentro de sus propias tierras, que se levantó en importancia en la apertura del siglo XV. Él llevó una pequeña rebelión contra el Señor del distrito Azato en 1402. Hashi luego pasó a derrocar al rey Brunéi de Chūzan en 1404 y colocó a su padre Shō Shishō en el trono. Incluso con su padre como rey, Hashi mantuvo un verdadero poder político, y organizó envíos a Nanking, para asegurarle a China, de quienes los Reinos de Ryūkyū eran tributarios, de la continua cooperación de su reino y la amistad. También reorganizó la mayor parte de los órganos administrativos del reino para ajustarse mejor a los modelos chinos. La gente de Chuzan también rápidamente adoptaron muchos elementos de la cultura china, y llegó a ser reconocido como "civilizado", por lo menos algo más que antes, por los chinos. Hashi también supervisó la ampliación y embellecimiento del Castillo Shuri, y la colocación de los marcadores de distancia en todo el país, marcando la distancia a Shuri.
Mientras tanto, aunque Hokuzan, el reino vecino al norte, no llevó a cabo ninguna ventaja sobre Chūzan económicamente o en términos de influencia política, Hashi vio a su castillo de la ciudad capital de Nakijin gusuku como una amenaza militar. Cuando esa oportunidad se presentó en 1419, después de que tres Hokuzan aji (señores locales) volvieron a su lado, Hashi condujo el ejército de su padre, y conquistó Nakijin en una rápida serie de ataques. El rey de Hokuzan, junto con sus más cercanos retenedores, se suicidó después de una feroz resistencia. Un año después de la muerte de su padre en 1421, Hashi solicitado el reconocimiento oficial y la investidura de la corte imperial china, y la recibió en su momento. Puede ser interesante observar que, a pesar de la independencia nominal de Ryukyu en el siglo XIX, esta práctica continuará. El tribunal le otorgó el nombre de la familia Shang (Shō en japonés), registró un nuevo título en sus anales: Liuqiu Wang (琉球王, Jap: Ryūkyū-Ō, Reino de Ryūkyū), y envió al emisario de vuelta con un vestido de dragón ceremonial, y una tableta de barniz con la palabra Chuzan inscrito en ella. Esta tableta Chuzan fue colocado en exhibición fuera del Castillo Shuri, donde permaneció hasta el siglo XX.
Por lo tanto, sucediendo a su padre como rey de Chuzan en 1422, y el nombramiento de su hermano menor, Guardián de Hokuzan, tomó Shimajiri Osato, capital de Nanzan, en 1429, a Lord Taromai. Uniendo así a la isla de Okinawa, que fundó el Reino de Ryukyu y la dinastía Shō.
Hasta este momento, los tres reinos habían operado en una forma feudal sencilla. Los campesinos eran agricultores de subsistencia que pagaban impuestos a su aji respectivo y desempeñaban varias otras labores y servicios para él; el ajia su vez debe impuestos y servicios a la cabeza de su reino (hipotéticamente un rey, pero llamado príncipe en muchos textos en otros idiomas sobre el tema). Sho Hashi no efectuó cambios drásticos en este sistema, sino que ha reforzado como parte de sus esfuerzos de unificación, los aji se hicieron debido su lealtad a su gobierno real en Shuri, en lugar de convertirse en rebeldes sin señor o similares a los la derrota y la absorción de su reino. Hashi también supervisó una expansión significativa del comercio, particularmente con China, y los enviados organizados a otros países asiáticos. Documentos sobreviven hoy en día la crónica de una serie de misiones a Ayutthaya, la capital de Siam en el momento, para resolver las cuestiones comerciales. Reconociendo la importancia del comercio para la prosperidad continua de Ryukyu, Sho Hashi promovió con fuerza, e incluso ordenó una campana de fundición e instalado en el Castillo Shuri, en el que estaba inscrito "Los barcos son medios de comunicación con todas las naciones, el país está lleno de productos raros y preciosos tesoros."
A través de relaciones diplomáticas y comerciales, y la organización general y la unidad creada por Sho Hashi, Ryūkyū absorbió gran parte de las influencias extranjeras que vienen a definir su cultura. Algunos ejemplos incluyen los trajes chinos ceremoniales usados por los reyes y los altos funcionarios cuando se reunió con funcionarios chinos, la costumbre japonesa de inspiración de los miembros de la aristocracia de la sociedad portando dos espadas, y la fusión de los elementos nativos, japoneses, de China y el sudeste de Asia de la música y la danza.
Sho Hashi murió en 1439, a la edad de sesenta y ocho, habiendo unido Ryukyu y estableció su lugar como un pequeño, pero reconocido, el poder en la región. A su muerte, el tribunal nombró a su segundo hijo, Shō Chū, su sucesor, y envió emisarios a la corte china para pedir la investidura, al Shogun japonés en Kyoto y los tribunales de un número de otros reinos, como las misiones diplomáticas.